# Козятинский, Иван Климентьевич
Иван Климентьевич Козятинский (10 сентября 1920, Босовка, Лысянский район — 4 марта 2011, Босовка, Черкасская область) — командир сапёрного отделения 961-го стрелкового полка 274-й стрелковой дивизии, старшина — на момент представления к награждению орденом Славы 1-й степени.

## Биография
Родился 10 сентября 1920 года в селе Босовка Лысянского района Черкасской области. Украинец. Член ВКП/КПСС с 1945 года. Работал разметчиком на заводе имени Артёма в городе Киев.
В Красной Армии с 1940 года. В боях Великой Отечественной войны с июня 1941 года. В боях под Смоленском был тяжело ранен. После излечения в госпитале в составе 29-й армии Калининского фронта, 30-й армии Западного фронта участвовал в боях под Ржевом, 31-й армии Западного фронта — освобождении городов Ярцево и Смоленск. В дальнейшем в начале 1944 года уже в составе 33-й армии Западного фронта участвовал в наступлении на витебском направлении. С мая 1944 года 961-й стрелковый полк 274-й стрелковой дивизии 69-й армии, в котором служил И. К. Козятинский, воевал в составе 1-го Белорусского фронта. Участвовал в освобождении Белоруссии, Волынской области Украины, захвате пулавского плацдарма на реке Висла, дальнейшего освобождения Польши с выходом к Одеру на франкфуртском направлении, ликвидации группировки противника юго-восточнее Берлина.
Командир сапёрного отделения 961-го стрелкового полка старший сержант Козятинский с подчинёнными в ночь на 4 июня 1944 года проделал проходы в минных полях близ населённого пункта Свинажин.
Приказом командира 274-й стрелковой дивизии от 30 июля 1944 года за мужество, проявленное в боях с врагом, старший сержант Козятинский награждён орденом Славы 3-й степени.
Старшина Козятинский 14 января 1945 года у населённого пункта Игнацув в составе отделения проделал девять проходов в минных полях противника, в том числе три лично, вблизи его траншей подорвал четыре фугаса. Позже, работая в ледяной воде, участвовал в наведении переправы через реку Одер в районе города Франкфурт.
Приказом по 69-й армии от 31 марта 1945 года старшина Козятинский награждён орденом Славы 2-й степени.
17 апреля 1945 года в районе населённого пункта Мальнов проделал проход в минном поле противника, снял свыше 20 мин и шесть фугасов. 20 апреля 1945 года в ходе боя заменил выбывшего из строя командира взвода, ворвался в дзот и уничтожил четырёх вражеских солдат.
Указом Президиума Верховного Совета СССР от 15 мая 1946 года за мужество, отвагу и героизм, , старшина Козятинский Иван Климентьевич награждён орденом Славы 1-й степени.
В 1945 году старшина И. К. Козятинский демобилизован. Жил в селе Босовка. Работал разметчиком. Умер 4 марта 2011 года.
Награждён орденами Отечественной войны 1-й и 2-й степени, Славы 1-й, 2-й и 3-й степени, медалями.